# Коламбія-Гайтс (Міннесота)
Коламбія-Гайтс (англ. Columbia Heights) — місто (англ. city) в США, в окрузі Анока штату Міннесота. Населення — 21 973 особи (2020).

## Географія
Коламбія-Гайтс розташована за координатами 45°2′57″ пн. ш. 93°14′48″ зх. д. / 45.04917° пн. ш. 93.24667° зх. д. (45.049104, -93.246749).  За даними Бюро перепису населення США в 2010 році місто мало площу 9,12 км², з яких 8,83 км² — суходіл та 0,28 км² — водойми.

## Демографія
Згідно з переписом 2010 року, у місті мешкало 19 496 осіб у 7926 домогосподарствах у складі 4558 родин. Густота населення становила 2138 осіб/км².  Було 8584 помешкання (942/км²).
Расовий склад населення:
| - 69,7 % — білих - 13,5 % — чорних або афроамериканців - 4,8 % — азіатів - 1,5 % — корінних американців - 0,1 % — вихідців з тихоокеанських островів - 6,2 % — осіб інших рас |

До двох чи більше рас належало 4,3 %. Частка іспаномовних становила 11,9 % від усіх жителів.
За віковим діапазоном населення розподілялося таким чином: 22,9 % — особи молодші 18 років, 61,6 % — особи у віці 18—64 років, 15,5 % — особи у віці 65 років та старші. Медіана віку мешканця становила 36,9 року. На 100 осіб жіночої статі у місті припадало 94,2 чоловіків;  на 100 жінок у віці від 18 років та старших — 92,6 чоловіків також старших 18 років.
Середній дохід на одне домашнє господарство  становив 58 656 доларів США (медіана — 47 717), а середній дохід на одну сім'ю — 67 673 долари (медіана — 55 915). Медіана доходів становила 40 493 долари для чоловіків та 40 726 доларів для жінок. За межею бідності перебувало 16,8 % осіб, у тому числі 28,3 % дітей у віці до 18 років та 9,3 % осіб у віці 65 років та старших.
Цивільне працевлаштоване населення становило 10 025 осіб. Основні галузі зайнятості: освіта, охорона здоров'я та соціальна допомога — 20,9 %, виробництво — 13,3 %, науковці, спеціалісти, менеджери — 12,8 %.